# Eupen Big Band
Die Eupen Big Band oder vorher East Belgian Swing Band,  ist eine belgische Big Band; sie wurde 1985 in Eupen, in der Deutschsprachigen Gemeinschaft Belgiens, gegründet und Ende 2011 in Eupen Big Band umbenannt.

## Beschreibung
Der Musikstil bewegt sich zwischen Swing, Fusion, Funk und Latin und berührt alle Facetten der Big-Band-Musik von den 40er Jahren des vorigen Jahrhunderts bis heute. Zum Repertoire gehören Werke von Duke Ellington, Red Garland, Sal Nistico, Count Basie, Benny Goodman, Herbie Hancock, Joe Zawinul, Woody Herman, Billy Strayhorn, Antônio Carlos Jobim, Peter Herbolzheimer, Bob Mintzer, John Coltrane, Sonny Rollins, Oliver Nelson, Arturo Sandoval, George Gershwin und anderen.
Die Musiker der Eupen Swing Band sind alle Absolventen von Musikhochschulen oder Musikakademien. Mit der Besetzung von fünf Saxophonen, vier Posaunen, fünf Trompeten und Rhythmusgruppe und, je nach Programm, auch mit Gesang, entspricht die Band der typischen Konfiguration für Big Bands.
Als Big Band spielte sie außer in Belgien bereits in Deutschland, Frankreich, den Niederlanden, Luxemburg und Spanien. Zu den besonderen Highlights in der Geschichte des Orchesters zählen eine Tournee an der Costa Brava Ende der 1980er Jahre, die Veröffentlichung der ersten CD „Just for Fun“ 1993 sowie Konzerte als offizieller Repräsentant der Deutschsprachigen Gemeinschaft Belgiens, z. B. in der belgischen Botschaft in Deutschland und für den deutschen Bundespräsidenten in München im Jahre 1999. Erwähnenswert ist die für eine Big Band ungewöhnliche Zusammenarbeit mit einem Streichorchester anlässlich des Projekts „My Way - A Tribute to Frank Sinatra“.
Seit 1992 trägt sie das durch die Regierung der Deutschsprachigen Gemeinschaft verliehene Prädikat „Amateurkunstvereinigung mit besonderer künstlerischer Auszeichnung“. Dieses Prädikat verpflichtet das Orchester alle vier Jahre zur Teilnahme an einem Wettbewerb, der so genannten „Einstufung“, vor einer internationalen Jury. Für den Erhalt des Titels muss das Resultat der Bewertung jeweils über 90 % liegen.